# Patrick Giles (Politiker)
Patrick Giles (* 1899 in Longwood, County Meath; † 13. März 1965) war ein irischer Politiker der Fine Gael und saß von 1937 bis 1961 im Dáil Éireann, dem Unterhaus des irischen Parlaments (Oireachtas).
Giles war auf dem elterlichen Bauernhof in Longwood aufgewachsen und schloss sich der irisch-republikanischen Bruderschaft an. Im irischen Unabhängigkeitskrieg nahm er in der Longwood-Kompanie den Rang eines Captain ein (daher wird sein Name auch mit Captain Patrick Giles angegeben). 1920 überfiel sein Kommando die Kaserne der Royal Irish Constabulary in Trim und brannte sie nieder. Die erbeuteten Waffen wurden teilweise auf den elterlichen Hof verbracht. 
Seine Beteiligung an dem Überfall führte zu einer Verurteilung zu einer dreijährigen Gefängnisstrafe, die er im schottischen Perth absitzen musste. Er wurde jedoch kurz vor dem Waffenstillstand im Juli 1921 frühzeitig aus der Haft entlassen. Er schlug sich auf die Seite der Befürworter des anglo-irischen Vertrages und trat in die irischen Streitkräfte ein. Auch dort erreichte er den Rang des Captain.
1934 wurde er in den Meath County Council gewählt. 1935 war er Vorstandsmitglied der League of Youth, der Blueshirts, die die Symbolik der kontinentaleuropäischen Faschisten aufnahmen. Bei den Wahlen 1937 wurde Giles im Wahlkreis Meath–Westmeath in den Dáil gewählt. Er kaufte einen Bauernhof in Summerhill (County Meath) und ließ sich dort nieder. Er konnte auch bei den nachfolgenden Wahlen 1938, 1943 und 1944 seinen Sitz stets verteidigen. Zu den Wahlen 1948 wurde der Wahlkreis verändert und Giles musste im Wahlkreis Meath antreten. Dennoch errang er einen Sitz im Dáil. Diesen konnte er auch bei den nachfolgenden Wahlen Wahlen 1951, 1954 und 1957 halten. Bei den Wahlen 1961 trat er dann nicht mehr an.
In seiner Zeit im Dáil fiel Giles immer wieder durch faschistische und antisemitische Rhetorik auf.